# سنت پترزبورگ
سَنْت پِتِرزْبورگ (به روسی: Санкт-Петербург) که پیش‌تر پِتروگراد (از ۱۹۱۴ تا ۱۹۲۴) و سپس لِنین‌گراد (از ۱۹۲۴ تا ۱۹۹۱) نامیده می‌شد، دومین شهر بزرگ روسیه پس از مسکو است. سنت پترزبورگ در ساحل خلیج فنلاند قرار دارد و رود نوا نیز از این شهر می‌گذرد. در سرشماری سال ۲۰۲۱ میلادی در روسیه، این شهر ۵٫۶ میلیون نفر سکنه داشت که آن را به چهارمین شهر پرجمعیت در اروپا، پرجمعیت‌ترین شهر در کرانه دریای بالتیک و شمالی‌ترین شهر بزرگ جهان تبدیل می‌کند. جمعیت این شهر به‌تنهایی برابر کل جمعیت کشور فنلاند است. سنت پترزبورگ به‌عنوان پایتخت روسیه تزاری، یکی از مهم‌ترین بندرها در روسیه و یک شهر فدرال است.
این شهر در ۲۷ مه ۱۷۰۳ توسط پتر یکم بر روی یک قلعهٔ سوئدی که به تازگی تصرف کرده بود ساخته شد و به یاد پطرس حواری عیسی، نام سنت پترزبورگ را بر آن نهاد. در روسیه، سنت پترزبورگ از نظر تاریخی و فرهنگی با تولد امپراتوری روسیه و ورود روسیه به تاریخ مدرن به عنوان یک قدرت بزرگ جهانی اروپایی مرتبط است. این شهر از سال ۱۷۱۲ تا ۱۷۲۱ پایتخت پادشاهی روسیه تزاری و پس از آن از ۱۷۲۱ تا ۱۹۱۷ امپراتوری روسیه بود (برای مدت کوتاهی بین سال‌های ۱۷۲۸ و ۱۷۳۰ با مسکو جایگزین شد). پس از انقلاب اکتبر در سال ۱۹۱۷، بلشویک‌ها مقر دولت را به مسکو منتقل کردند. این شهر پس از مرگ لنین در سال ۱۹۲۴ به لِنینگراد تغییر نام داد، اما در سال ۱۹۹۱، طی موج لنین‌زدایی به دنبال انحلال اتحاد جماهیر شوروی، طی یک همه‌پرسی در سطح شهر، سنت پترزبورگ دوباره نام رسمی شهر شد هرچند استانی که این شهر بزرگ مرکزش است همچنان نام لنین را همراه خود دارد (استان لنینگراد).
به عنوان پایتخت فرهنگی روسیه سنت پترزبورگ در سال ۲۰۱۸ پذیرای بیش از ۱۵ میلیون گردشگر بود. این شهر، مرکز مهم اقتصادی، علمی و گردشگری روسیه و اروپا محسوب می‌شود. در دوران مدرن، این شهر لقب «پایتخت شمالی روسیه» را دارد و محل استقرار نهادهای مهم دولت فدرال مانند دادگاه قانون اساسی روسیه و شورای هرالدیک رئیس‌جمهور فدراسیون روسیه است. همچنین محل کتابخانه ملی روسیه و مکان برنامه‌ریزی‌شده برای دادگاه عالی روسیه، و همچنین مقر نیروی دریایی روسیه و شاخهٔ غربی نیروهای مسلح روسیه است. «مرکز تاریخی سنت پترزبورگ و گروه‌های یادبود مرتبط» یک مجموعهٔ ثبت‌شده در میراث جهانی یونسکو را تشکیل می‌دهند. سنت پترزبورگ خانهٔ موزهٔ ارمیتاژ، یکی از بزرگ‌ترین موزه‌های جهان، لاختا سنتر، بلندترین آسمان‌خراش اروپا، و یکی از شهرهای میزبان جام جهانی فوتبال ۲۰۱۸ و جام ملت‌های اروپا ۲۰۲۰ بود.

## تاریخچه
این شهر در سال ۱۷۰۳ به دستور و با نظارت پتر کبیر ساخته شد و از آن زمان تا ۱۹۱۸ پایتخت روسیه بود. مدتی پتروگراد نام داشت. پس از سرنگونی فرمانروایی تزارها به نام لنین، لنینگراد خوانده شد و با فروپاشی شوروی در این کشور به نام پیشینش بازخوانده شد. این شهر در فارسی دوره قاجار به صورت سن پطرزبورغ نامیده و نوشته می‌شد.
این شهر به عنوان صحنه وقوع انقلاب ۱۹۱۷ روسیه و پایگاه دفاع سرسختانه در برابر آلمان در زمان جنگ جهانی دوم، از جایگاهی مهم و نقشی حیاتی در تاریخ روس‌ها برخوردار است. این شهر در زمان جنگ جهانی دوم، ماه‌ها در محاصره بود و هیچگاه به تصرف مهاجمان درنیامد. سن پترزبورگ پایتخت فرهنگی روسیه نام گرفته است.
این شهر که به مدت دو سده پایتخت روسیه بوده است، بین سال‌های ۱۹۱۴ تا ۱۹۲۴ پتروگراد نام داشته و در زمان حکومت اتحاد جماهیر شوروی به مدت ۶۷ سال (از سال ۱۹۲۴ تا ۱۹۹۱) لنینگراد خوانده می‌شده است.

## جغرافیا

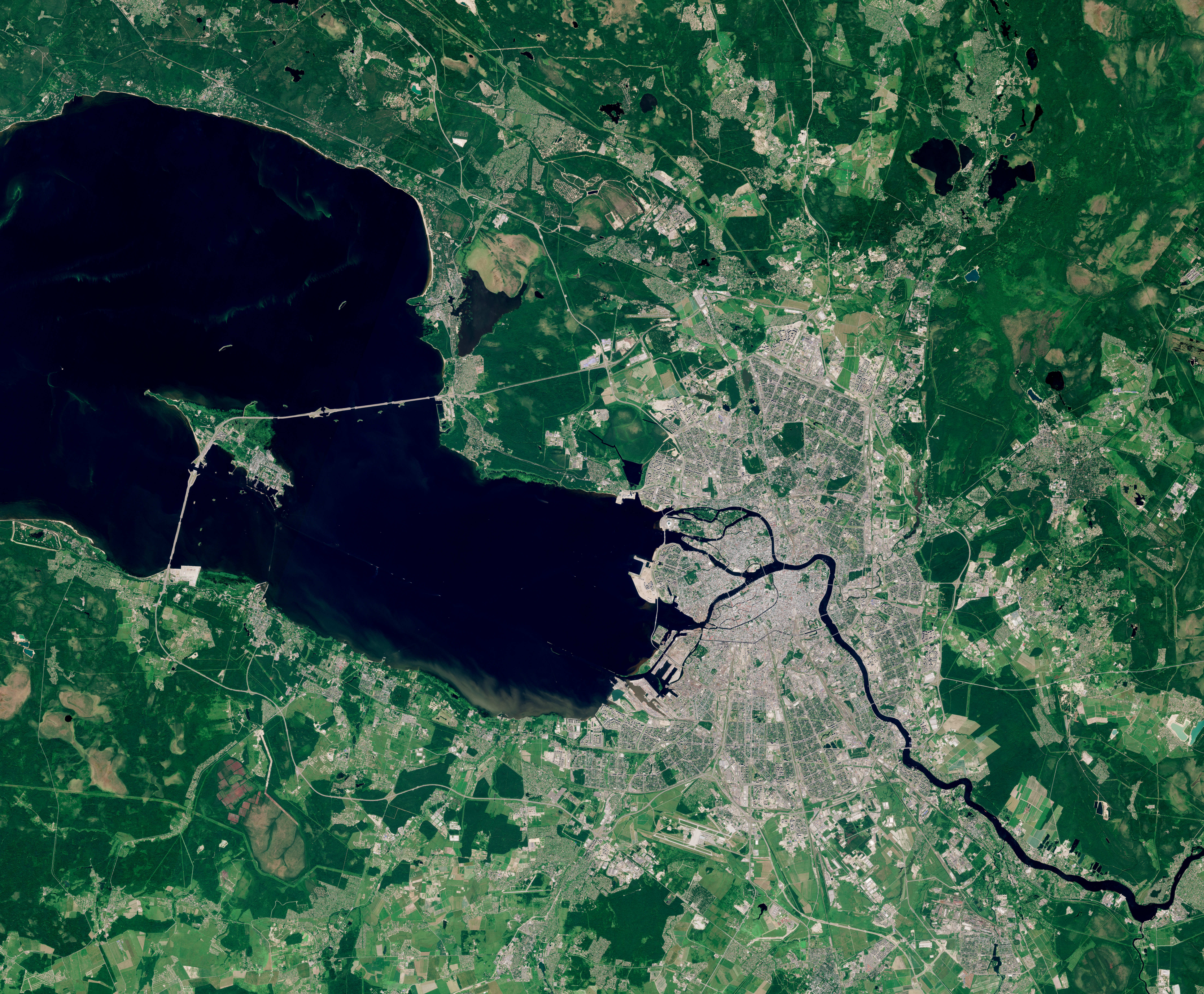
تصویر ماهواره‌ای سنت پترزبورگ و حومه

مساحت شهر سنت پترزبورگ ۶۰۵٫۸ کیلومتر مربع (۲۳۳٫۹ مایل مربع) است و حوزهٔ فدرال ۱٬۴۳۹ کیلومتر مربع (۵۵۶ مایل مربع) مساحت دارد که شامل شهر سنت پترزبورگ (شامل ۸۱ منطقهٔ شهری)، ۹ شهرک شهری (کولپینو، کراسنویه سلو، کرونشتات، لومونوسوف، پاولوفسک، پترگوف، پوشکین، سسترورتسک، زلنوگورسک) و ۲۱ سکونتگاه شهری می‌شود.
سنت پترزبورگ در دشت‌های میانی تایگا در امتداد سواحل خلیج نوا در خلیج فنلاند و جزایر دلتای رودخانه واقع شده است. بزرگ‌ترین آنها عبارتند از جزیرهٔ واسیلیفسکی، پتروگرادسکی، دکابریستوف و کرستوفسکی. دومی همراه با یلاگین و جزیرهٔ کامنی بیشتر توسط پارک‌ها پوشیده شده‌اند. باریکهٔ کارلیا، در شمال شهر، یک منطقهٔ تفریحی محبوب است. در جنوب، سنت پترزبورگ از کلینت بالتیک عبور می‌کند و به فلات ایزورا نزدیک می‌شود.
ارتفاع سنت پترزبورگ از سطح دریا تا بالاترین نقطه ۱۷۵٫۹ متر (۵۷۷ فوت) در تپهٔ اورخوایا در جنوب است. بخشی از قلمروی شهر در غرب لیتینی پروسپکت حداکثر ۴ متر (۱۳ فوت) بالاتر از سطح دریا است و از سیل‌های متعدد رنج برده است. سیل‌ها در سن پترزبورگ توسط یک موج طولانی در دریای بالتیک، ناشی از شرایط هواشناسی، بادها و کم‌عمقی خلیج نوا ایجاد می‌شوند. پنج سیل فاجعه‌بار در سال‌های مختلف در سنت پترزبورگ رخ داده‌اند عبارتند از سیل سال ۱۸۲۴ (۴٫۲۱ متر یا ۱۳ فوت ۱۰ اینچ بالای سطح دریا، که طی آن بیش از ۳۰۰ ساختمان تخریب شد؛ در سال ۱۹۲۴ (۳٫۸ متر، ۱۲ فوت ۶ اینچ)؛ در سال ۱۷۷۷ (۳٫۲۱ متر (۱۰ فوت ۶ اینچ))؛ در سال ۱۹۵۵ (۲٫۹۳ متر (۹ فوت ۷ اینچ)): و در سال ۱۹۷۵ (۲٫۸۱ متر (۹ فوت ۳ اینچ). برای جلوگیری از سیل، سد سنت پترزبورگ ساخته شده است.
از سدهٔ ۱۸ میلادی، زمینِ شهر به‌طور مصنوعی، در برخی مکان‌ها بیش از ۴ متر (۱۳ فوت) افزایش یافته است و باعث ادغام چندین جزیره و تغییر هیدرولوژی شهر شده است. علاوه بر نوا و شاخه‌های آن، دیگر رودخانه‌های مهم تابعهٔ فدرال سنت پترزبورگ عبارتند از: سسترا، اوختا و ایژورا.
به دلیل موقعیت شمالی سنت پترزبورگ که در ۶۰ درجهٔ شمال عرض جغرافیایی قرار گرفته، روز روشن در این شهر در طول فصل‌ها متفاوت است، از ۵ ساعت و ۵۳ دقیقه در زمستان تا ۱۸ ساعت و ۵۰ دقیقه در تابستان. دوره‌ای از اواسط ماه مه تا اواسط ژوئیه که در آن گرگ و میش ممکن است تمام شب ادامه داشته باشد به شب‌های سفید معروف است.
سن پترزبورگ در حدود ۱۶۵ کیلومتر (۱۰۳ مایل) از مرز فنلاند فاصله دارد و از طریق بزرگراه ام۱۰ (ئی ۱۸) به آن متصل است که در امتداد آن ارتباطی با شهر تاریخی ویبورگ نیز وجود دارد.

### آب و هوا
براساس سامانهٔ طبقه‌بندی اقلیمی کوپن، سنت پترزبورگ به صورت اقلیم قاره‌ای مرطوب طبقه‌بندی می‌شود. تأثیر تعدیل‌کنندهٔ متمایز طوفان‌های موسمی دریای بالتیک منجر به تابستان‌های گرم، مرطوب و کوتاه و زمستان‌های مرطوب طولانی و نسبتاً سرد می‌شود. آب و هوای سنت پترزبورگ نزدیک به هلسینکی است، اگرچه در زمستان‌ها سردتر و در تابستان‌ها به دلیل موقعیت شرقی‌تر آن گرم‌تر است.
میانگین حداکثر دما در ماه ژوئیه ۲۳ درجه سلسیوس (۷۳ درجه فارنهایت) و میانگین حداقل دما در ماه فوریه −۸٫۵ درجه سلسیوس (۱۶٫۷ درجه فارنهایت) است. حداکثر دمای ثبت‌شده در این شهر در طول موج گرمای تابستانی نیمکره شمالی ۲۰۱۰ رخ داد که دما به ۳۷٫۱ درجه سلسیوس (۹۸٫۸ درجه فارنهایت) رسید. حداقل دما نیز با −۳۵٫۹ درجه سلسیوس (−۳۲٫۶ درجه فارنهایت) در سال ۱۸۸۳ ثبت شد. میانگین دمای سالانهٔ سنت پترزبورگ ۵٫۸ درجه سلسیوس (۴۲٫۴ درجه فارنهایت) است. رودخانهٔ نوا در محدودهٔ شهر معمولاً در ماه‌های نوامبر تا دسامبر یخ می‌زند و در ماه آوریل یخ‌های آن باز می‌شوند. از دسامبر تا مارس به‌طور متوسط ۱۱۸ روز با پوشش برفی وجود دارد که تا فوریه به میانگین عمق برف ۱۹ سانتیمتر (۷٫۵ اینچ) می‌رسد. دورهٔ بدون یخبندان در این شهر به‌طور متوسط حدود ۱۳۵ روز طول می‌کشد. علی‌رغم موقعیت شمالی سنت پترزبورگ، زمستان‌های آن به دلیل تأثیر خلیج فنلاند و مقداری گلف استریم از بادهای اسکاندیناوی، گرم‌تر از مسکو است که می‌تواند دما را کمی بالاتر از انجماد برساند. این شهر همچنین دارای آب و هوای کمی گرمتر از حومهٔ آن است. شرایط آب و هوایی در تمام طول سال کاملاً متغیر است.
میانگین بارندگی سالیانه در شهر متفاوت است، به‌طور متوسط ۶۶۰ میلیمتر (۲۶ اینچ) در سال و در اواخر تابستان به حداکثر می‌رسد. به دلیل آب و هوای خنک، رطوبت خاک به دلیل پایین بودن تبخیر-تعرق تقریباً همیشه زیاد است. رطوبت به‌طور متوسط ۷۸ درصد است، و به‌طور متوسط، ۱۶۵ روز ابری در سال وجود دارد.
| داده‌های اقلیم سنت پترزبورگ (۱۹۹۱–۲۰۲۰)                   | داده‌های اقلیم سنت پترزبورگ (۱۹۹۱–۲۰۲۰) | داده‌های اقلیم سنت پترزبورگ (۱۹۹۱–۲۰۲۰) | داده‌های اقلیم سنت پترزبورگ (۱۹۹۱–۲۰۲۰) | داده‌های اقلیم سنت پترزبورگ (۱۹۹۱–۲۰۲۰) | داده‌های اقلیم سنت پترزبورگ (۱۹۹۱–۲۰۲۰) | داده‌های اقلیم سنت پترزبورگ (۱۹۹۱–۲۰۲۰) | داده‌های اقلیم سنت پترزبورگ (۱۹۹۱–۲۰۲۰) | داده‌های اقلیم سنت پترزبورگ (۱۹۹۱–۲۰۲۰) | داده‌های اقلیم سنت پترزبورگ (۱۹۹۱–۲۰۲۰) | داده‌های اقلیم سنت پترزبورگ (۱۹۹۱–۲۰۲۰) | داده‌های اقلیم سنت پترزبورگ (۱۹۹۱–۲۰۲۰) | داده‌های اقلیم سنت پترزبورگ (۱۹۹۱–۲۰۲۰) | داده‌های اقلیم سنت پترزبورگ (۱۹۹۱–۲۰۲۰) |
| ماه                                                      | ژانویه                                 | فوریه                                  | مارس                                   | آوریل                                  | مه                                     | ژوئن                                   | ژوئیه                                  | اوت                                    | سپتامبر                                | اکتبر                                  | نوامبر                                 | دسامبر                                 | سال                                    |
| -------------------------------------------------------- | -------------------------------------- | -------------------------------------- | -------------------------------------- | -------------------------------------- | -------------------------------------- | -------------------------------------- | -------------------------------------- | -------------------------------------- | -------------------------------------- | -------------------------------------- | -------------------------------------- | -------------------------------------- | -------------------------------------- |
| سابقهٔ بیش‌ترین °C (°F)                                    | ۸٫۷ (۴۸)                               | ۱۰٫۲ (۵۰)                              | ۱۵٫۳ (۶۰)                              | ۲۵٫۳ (۷۸)                              | ۳۳٫۰ (۹۱)                              | ۳۵٫۹ (۹۷)                              | ۳۵٫۳ (۹۶)                              | ۳۷٫۱ (۹۹)                              | ۳۰٫۴ (۸۷)                              | ۲۱٫۰ (۷۰)                              | ۱۲٫۳ (۵۴)                              | ۱۰٫۹ (۵۲)                              | ۳۷٫۱ (۹۹)                              |
| میانگین بیش‌ترین °C (°F)                                  | −۲٫۵ (۲۸)                              | −۲٫۴ (۲۸)                              | ۲٫۳ (۳۶)                               | ۹٫۵ (۴۹)                               | ۱۶٫۳ (۶۱)                              | ۲۰٫۵ (۶۹)                              | ۲۳٫۳ (۷۴)                              | ۲۱٫۴ (۷۱)                              | ۱۵٫۹ (۶۱)                              | ۸٫۷ (۴۸)                               | ۲٫۸ (۳۷)                               | −۰٫۵ (۳۱)                              | ۹٫۶ (۴۹)                               |
| میانگین روزانه °C (°F)                                   | −۴٫۸ (۲۳)                              | −۵٫۰ (۲۳)                              | −۱٫۰ (۳۰)                              | ۵٫۲ (۴۱)                               | ۱۱٫۵ (۵۳)                              | ۱۶٫۱ (۶۱)                              | ۱۹٫۱ (۶۶)                              | ۱۷٫۴ (۶۳)                              | ۱۲٫۴ (۵۴)                              | ۶٫۲ (۴۳)                               | ۰٫۹ (۳۴)                               | −۲٫۵ (۲۸)                              | ۶٫۳ (۴۳)                               |
| میانگین کم‌ترین °C (°F)                                   | −۷٫۲ (۱۹)                              | −۷٫۶ (۱۸)                              | −۴٫۰ (۲۵)                              | ۱٫۷ (۳۵)                               | ۷٫۲ (۴۵)                               | ۱۲٫۲ (۵۴)                              | ۱۵٫۳ (۶۰)                              | ۱۳٫۹ (۵۷)                              | ۹٫۴ (۴۹)                               | ۴٫۱ (۳۹)                               | −۰٫۹ (۳۰)                              | −۴٫۵ (۲۴)                              | ۳٫۳ (۳۸)                               |
| سابقهٔ کم‌ترین °C (°F)                                     | −۳۵٫۹ (−۳۳)                            | −۳۵٫۲ (−۳۱)                            | −۲۹٫۹ (−۲۲)                            | −۲۱٫۸ (−۷)                             | −۶٫۶ (۲۰)                              | ۰٫۱ (۳۲)                               | ۴٫۹ (۴۱)                               | ۱٫۳ (۳۴)                               | −۳٫۱ (۲۶)                              | −۱۲٫۹ (۹)                              | −۲۲٫۲ (−۸)                             | −۳۴٫۴ (−۳۰)                            | −۳۵٫۹ (−۳۳)                            |
| بارندگی میلی‌متر (اینچ)                                   | ۴۶ (۱٫۸۱)                              | ۳۶ (۱٫۴۲)                              | ۳۶ (۱٫۴۲)                              | ۳۷ (۱٫۴۶)                              | ۴۷ (۱٫۸۵)                              | ۶۹ (۲٫۷۲)                              | ۸۴ (۳٫۳۱)                              | ۸۷ (۳٫۴۳)                              | ۵۷ (۲٫۲۴)                              | ۶۴ (۲٫۵۲)                              | ۵۶ (۲٫۲)                               | ۵۱ (۲٫۰۱)                              | ۶۷۰ (۲۶٫۳۸)                            |
| میانگین روزهای بارانی                                    | ۹                                      | ۷                                      | ۱۰                                     | ۱۳                                     | ۱۶                                     | ۱۸                                     | ۱۷                                     | ۱۷                                     | ۲۰                                     | ۲۰                                     | ۱۶                                     | ۱۰                                     | ۱۷۳                                    |
| میانگین روزهای برفی                                      | ۲۵                                     | ۲۳                                     | ۱۶                                     | ۸                                      | ۱                                      | ۰٫۱                                    | ۰                                      | ۰                                      | ۰٫۱                                    | ۵                                      | ۱۶                                     | ۲۳                                     | ۱۱۷                                    |
| درصد رطوبت                                               | ۸۶                                     | ۸۴                                     | ۷۹                                     | ۶۹                                     | ۶۵                                     | ۶۹                                     | ۷۱                                     | ۷۶                                     | ۸۰                                     | ۸۳                                     | ۸۶                                     | ۸۷                                     | ۷۸                                     |
| میانگین روزانه ساعت‌های تابش آفتاب                        | ۲۲                                     | ۵۴                                     | ۱۲۵                                    | ۱۸۰                                    | ۲۶۰                                    | ۲۷۶                                    | ۲۶۷                                    | ۲۱۳                                    | ۱۲۹                                    | ۷۰                                     | ۲۷                                     | ۱۳                                     | ۱٬۶۳۶                                  |
| منبع شماره ۱: Pogoda.ru.net                              |                                        |                                        |                                        |                                        |                                        |                                        |                                        |                                        |                                        |                                        |                                        |                                        |                                        |
| منبع شماره ۲: اداره ملی اقیانوسی و جوی (آفتاب ۱۹۶۱–۱۹۹۰) |                                        |                                        |                                        |                                        |                                        |                                        |                                        |                                        |                                        |                                        |                                        |                                        |                                        |

## جمعیت‌شناسی

هرم جمعیتی سنت پترزبورگ در سرشماری ۲۰۲۱ روسیه

سنت پترزبورگ دومین شهر بزرگ روسیه است. براساس  سرشماری ۲۰۲۱، جمعیت ناحیهٔ فدرال ۵٬۶۰۱٬۹۱۱ یا ۳٫۹٪ از کل جمعیت روسیه بود و در سرشماری ۲۰۱۰ جمعیت آن ۴٬۸۷۹٬۵۶۶ (۳٫۴٪) ثبت شد، و بنا بر سرشماری ۱۹۸۹ این شهر ۵٬۰۲۳٬۵۰۶ نفر جمعیت داشت.
آمار حیاتی برای سال ۲۰۲۲:
- تولدها: ۵۰٬۶۶۳ (۹٫۴ به‌ازای ۱٬۰۰۰)
- مرگ‌ها: ۶۵٬۱۳۷ (۱۲٫۱ به‌ازای ۱٬۰۰۰)

نرخ باروری کل (۲۰۲۲):

۱٫۲۸ کودک به ازای زن
امید به زندگی (۲۰۲۱):

مجموع— ۷۲٫۵۱ سال (مرد— ۶۸٫۲۳, زن— ۷۶٫۳۰)
ترکیب قومی سنت پترزبورگ
| قومیت | سال       | سال  | سال       | سال  | سال       | سال  | سال       | سال  | سال       | سال  | سال       | سال  | سال       | سال  | سال       | سال  |
| قومیت | ۱۹۳۹      | ۱۹۳۹ | ۱۹۵۹      | ۱۹۵۹ | ۱۹۷۰      | ۱۹۷۰ | ۱۹۷۹      | ۱۹۷۹ | ۱۹۸۹      | ۱۹۸۹ | ۲۰۰۲      | ۲۰۰۲ | ۲۰۱۰      | ۲۰۱۰ | ۲۰۲۱      | ۲۰۲۱ |
| قومیت | جمعیت     | ٪    | جمعیت     | ٪    | جمعیت     | ٪    | جمعیت     | ٪    | جمعیت     | ٪    | جمعیت     | ٪    | جمعیت     | %    | جمعیت1    | %    |
| --- | --------- | ---- | --------- | ---- | --------- | ---- | --------- | ---- | --------- | ---- | --------- | ---- | --------- | ---- | --------- | ---- |
| روس‌ها | ۲٬۷۷۵٬۹۷۹ | ۸۶٫۹ | ۲٬۹۵۱٬۲۵۴ | ۸۸٫۹ | ۳٬۵۱۴٬۲۹۶ | ۸۹٫۰ | ۴٬۰۹۷٬۶۲۹ | ۸۹٫۷ | ۴٬۴۴۸٬۸۸۴ | ۸۹٫۱ | ۳٬۹۴۹٬۶۲۳ | ۹۲٫۰ | ۳٬۹۰۸٬۷۵۳ | ۹۲٫۵ | ۴٬۲۷۵٬۰۵۸ | ۹۰٫۶ |
| اوکراینی‌ها | ۵۴٬۶۶۰    | ۱٫۷  | ۶۸٬۳۰۸    | ۲٫۱  | ۹۷٬۱۰۹    | ۲٫۵  | ۱۱۷٬۴۱۲   | ۲٫۶  | ۱۵۰٬۹۸۲   | ۳٫۰  | ۸۷٬۱۱۹    | ۲٫۰  | ۶۴٬۴۴۶    | ۱٫۵  | ۲۹٬۳۵۳    | ۰٫۶  |
| تاتارها | ۳۱٬۵۰۶    | ۱٫۰  | ۲۷٬۱۷۸    | ۰٫۸  | ۳۲٬۸۵۱    | ۰٫۸  | ۳۹٬۴۰۳    | ۰٫۹  | ۴۳٬۹۹۷    | ۰٫۹  | ۳۵٬۵۵۳    | ۰٫۸  | ۳۰٬۸۵۷    | ۰٫۷  | ۲۰٬۲۸۶    | ۰٫۴  |
| مردم آذری | ۳۸۵       | -    | ۸۵۵       | -    | ۱٬۵۷۶     | -    | ۳٬۱۷۱     | ۰٫۱  | ۱۱٬۸۰۴    | ۰٫۲  | ۱۶٬۶۱۳    | ۰٫۴  | ۱۷٬۷۱۷    | ۰٫۴  | ۱۶٬۴۰۶    | ۰٫۳  |
| بلاروسی‌ها | ۳۲٬۳۵۳    | ۱٫۰  | ۴۷٬۰۰۴    | ۱٫۴  | ۶۳٬۷۹۹    | ۱٫۶  | ۸۱٬۵۷۵    | ۱٫۸  | ۹۳٬۵۶۴    | ۱٫۹  | ۵۴٬۴۸۴    | ۱٫۳  | ۳۸٬۱۳۶    | ۰٫۹  | ۱۵٬۵۴۵    | ۰٫۳  |
| مردم ارمنی | ۴٬۶۱۵     | ۰٫۱  | ۴٬۸۹۷     | ۰٫۱  | ۶٬۶۲۸     | ۰٫۲  | ۷٬۹۹۵     | ۰٫۲  | ۱۲٬۰۷۰    | ۰٫۲  | ۱۹٬۱۶۴    | ۰٫۴  | ۱۹٬۹۷۱    | ۰٫۵  | ۱۴٬۷۳۷    | ۰٫۳  |
| ازبک‌ها | ۲۳۸       | -    | -         | -    | ۱٬۶۷۸     | -    | ۱٬۸۸۳     | -    | ۷٬۹۲۷     | ۰٫۲  | ۲٬۹۸۷     | ۰٫۱  | ۲۰٬۳۴۵    | ۰٫۵  | ۱۲٬۱۸۱    | ۰٫۳  |
| تاجیک‌ها | ۶۱        | -    | -         | -    | ۳۶۱       | -    | ۴۷۳       | -    | ۱٬۹۱۷     | -    | ۲٬۴۴۹     | ۰٫۱  | ۱۲٬۰۷۲    | ۰٫۳  | ۹٬۵۷۳     | ۰٫۲  |
| یهودیان | ۲۰۱٬۵۴۲   | ۶٫۳  | ۱۶۸٬۶۴۱   | ۵٫۱  | ۱۶۲٬۵۲۵   | ۴٫۱  | ۱۴۲٬۷۷۹   | ۳٫۱  | ۱۰۶٬۴۶۹   | ۲٫۱  | ۳۶٬۵۷۰    | ۰٫۹  | ۲۴٬۱۳۲    | ۰٫۶  | ۹٬۲۰۵     | ۰٫۲  |
| دیگران | ۸۹٬۹۶۵    | ۲٫۸  | ۵۳٬۰۵۹    | ۱٫۶  | ۶۸٬۶۷۸    | ۱٫۷  | ۷۶٬۲۲۸    | ۱٫۷  | ۱۱۳٬۱۳۵   | ۲٫۳  | ۸۸٬۶۶۱    | ۲٫۱  | ۹۰٬۳۱۰    | ۲٫۱  | ۲۷۷٬۲۹۷   | ۶٫۷  |
| مجموع | ۳٬۱۹۱٬۳۰۴ | ۱۰۰  | ۳٬۳۲۱٬۱۹۶ | ۱۰۰  | ۳٬۹۴۹٬۵۰۱ | ۱۰۰  | ۴٬۵۸۸٬۱۸۳ | ۱۰۰  | ۵٬۰۲۳٬۵۰۶ | ۱۰۰  | ۴٬۶۶۱٬۲۱۹ | ۱۰۰  | ۴٬۸۷۹٬۵۶۶ | ۱۰۰  | ۵٬۶۰۱٬۹۱۱ | ۱۰۰  |
| 1۸۸۴٬۶۷۸ نفر که از پایگاه‌های اطلاعاتی اداری ثبت نام کرده‌اند، نمی‌توانند قومیت خود را اعلام کنند. تخمین زده می‌شود که نسبت قومیت‌ها در این گروه با گروه اعلام‌شده یکسان باشد. |           |      |           |      |           |      |           |      |           |      |           |      |           |      |           |      |

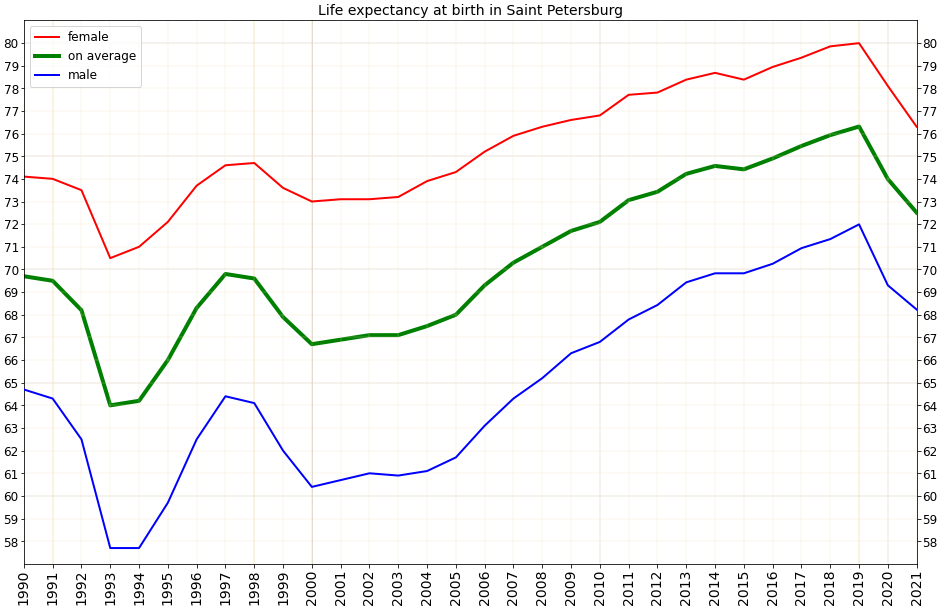
امید به زندگی در بدو تولد در سنت پترزبورگ

در طول قرن بیستم، شهر تغییرات جمعیتی چشمگیری را تجربه کرد. از ۲٫۴ میلیون نفر در سال ۱۹۱۶، جمعیت آن تا سال ۱۹۲۰ در طول انقلاب ۱۹۱۷ روسیه و جنگ داخلی روسیه به کمتر از ۷۴۰٬۰۰۰ نفر کاهش یافت. اقلیت‌های آلمانی، لهستانی، فنلاندی، استونیایی و لتونیایی تقریباً به‌طور کامل در طول دههٔ ۱۹۳۰ از لنینگراد کوچ اجباری داده شدند. از سال ۱۹۴۱ تا پایان سال ۱۹۴۳، جمعیت از ۳ میلیون نفر به کمتر از ۶۰۰٬۰۰۰ نفر کاهش یافت، زیرا مردم در نبردها جان خود را از دست دادند، از گرسنگی مردند یا در جریان محاصره لنینگراد به جاهای دیگر منتقل شدند. برخی از جابجاشدگان پس از محاصره بازگشتند، اما بیشتر هجوم به دلیل مهاجرت از سایر نقاط اتحاد جماهیر شوروی بود. این شهر در دههٔ ۱۹۵۰ حدود ۳ میلیون نفر را جذب کرد و در دههٔ ۱۹۸۰ به بیش از ۵ میلیون نفر رسید. از سال ۱۹۹۱ تا ۲۰۰۶ جمعیت شهر به ۴٫۶ میلیون نفر کاهش یافت، در حالی که جمعیت حومهٔ شهر به دلیل خصوصی‌سازی زمین و نقل مکان گسترده به حومهٔ شهر افزایش یافت. بر اساس نتایج سرشماری سال ۲۰۱۰ جمعیت بیش از ۴٫۸ میلیون نفر بود. برای نیمهٔ اول سال ۲۰۰۷، نرخ زاد و ولد ۹٫۱ در ۱۰۰۰ بود و کمتر از میزان مرگ و میر باقی ماند. (تا ۲۰۱۲)؛ افراد بالای ۶۵ سال بیش از بیست درصد جمعیت را تشکیل می‌دادند و میانگین سنی حدود ۴۰ سال بود. از سال ۲۰۱۲ نرخ زاد و ولد بالاتر از میزان مرگ و میر شد. اما در سال ۲۰۲۰ پاندمی کووید-۱۹ باعث کاهش نرخ زاد و ولد شد و جمعیت شهر به ۵٬۳۹۵٬۰۰۰ نفر کاهش یافت.

### دین
بر اساس نظرسنجی‌های مختلف، بیش از نیمی از ساکنان سنت پترزبورگ «به خدا اعتقاد دارند» (تا ۶۷٪ بر اساس داده‌های مرکز تحقیقات افکار عمومی روسیه در سال ۲۰۰۲).
در میان مؤمنان، اکثریت قریب به اتفاق ساکنان شهر پیرو کلیسای ارتدکس شرقی (۵۷٫۵٪) هستند و پس از آن جوامع اقلیت کوچک مسلمان (۰٫۷٪)، پروتستان‌ها (۰٫۶٪)، و کاتولیک‌ها (۰٫۵٪)، و بودایی‌ها (۰٫۱٪) قرار دارند.
در مجموع، تقریباً ۵۹ درصد از جمعیت شهر مسیحی هستند که بیش از ۹۰ درصد آنها ارتدکس هستند. ادیان غیر ابراهیمی و سایر ادیان تنها ۱٫۲ درصد از کل جمعیت را تشکیل می‌دهند.
| مذهب در سنت پترزبورگ براساس داده‌های سال ۲۰۱۲ (اطلس سردا آرنا) | مذهب در سنت پترزبورگ براساس داده‌های سال ۲۰۱۲ (اطلس سردا آرنا) | مذهب در سنت پترزبورگ براساس داده‌های سال ۲۰۱۲ (اطلس سردا آرنا) | مذهب در سنت پترزبورگ براساس داده‌های سال ۲۰۱۲ (اطلس سردا آرنا) | مذهب در سنت پترزبورگ براساس داده‌های سال ۲۰۱۲ (اطلس سردا آرنا) |
| ------------------------------------------------------------- | ------------------------------------------------------------- | ------------------------------------------------------------- | ------------------------------------------------------------- | ------------------------------------------------------------- |
|                                                               |                                                               |                                                               |                                                               |                                                               |
| ارتدکس روسی                                                   | ارتدکس روسی                                                   |                                                               | ۵۰٫۳٪                                                         | ۵۰٫۳٪                                                         |
| دیگر ارتدکس شرقی                                              | دیگر ارتدکس شرقی                                              |                                                               | ۱٫۴٪                                                          | ۱٫۴٪                                                          |
| دیگر مسیحیان                                                  | دیگر مسیحیان                                                  |                                                               | ۳٫۲٪                                                          | ۳٫۲٪                                                          |
| اسلام                                                         | اسلام                                                         |                                                               | ۱٫۱٪                                                          | ۱٫۱٪                                                          |
| معنوی اما نه مذهبی                                            | معنوی اما نه مذهبی                                            |                                                               | ۲۰٫۵٪                                                         | ۲۰٫۵٪                                                         |
| خداناباوری و بی‌دینی                                           | خداناباوری و بی‌دینی                                           |                                                               | ۱۵٫۴٪                                                         | ۱۵٫۴٪                                                         |
| دیگران یا نامشخص                                              | دیگران یا نامشخص                                              |                                                               | ۷٫۶٪                                                          | ۷٫۶٪                                                          |

۲۶۸ تشکل و انجمن مذهبی در این شهر وجود دارد: کلیسای ارتدکس روسی (۱۳۰ انجمن)، پنتیکاستیسم (۲۳ انجمن)، لوتریانیسم (۱۹ انجمن)، غسل تعمید (۱۳ انجمن)، و همچنین باورمندان کهن، کلیسای کاتولیک رومی، کلیسای حواری ارمنی، کلیسای ارتدکس گرجی، کلیسای ادونتیست‌های روز هفتم، یهودیت، بودایی، مسلمان، بهائی و دیگران.
۲۲۹ ساختمان مذهبی در این شهر متعلق به انجمن‌های مذهبی است یا توسط آنها اداره می‌شود. قدیمی‌ترین کلیسای جامع شهر کلیسای جامع پیتر و پل است که بین سال‌های ۱۷۱۲ تا ۱۷۳۳ ساخته شد و بزرگ‌ترین آن کلیسای جامع کازان است که در سال ۱۸۱۱ تکمیل شد.

## نام عامیانه
در زبان فارسی از زمان قاجار به‌طور عامیانه سن پترزبورگ را «پِتِل پُرت» یا «فتل فُرت» می‌نامیدند و آن را در مثل به عنوان دورترین نقاط به کار می‌بردند در اصطلاحاتی مانند «از اینجا تا پتل پورت».

## شب‌های سفید
شهر سن پترزبورگ که از موقعیت جغرافیایی ویژه‌ای برخوردار است، شمالی‌ترین شهر پرجمعیت جهان به‌شمار می‌رود و هر سال در اوایل تابستان به علت بسیار طولانی شدن زمان تابش آفتاب در تاریکی شب فرونمی‌رود و همه مدت شبانه روز یا هوا روشن است یا گرگ و میش صبحگاهی دارد که به همین علت شب‌های اوایل فصل تابستان در این شهر شب‌های سفید نام گرفته است.

## جاذبه‌های گردشگری

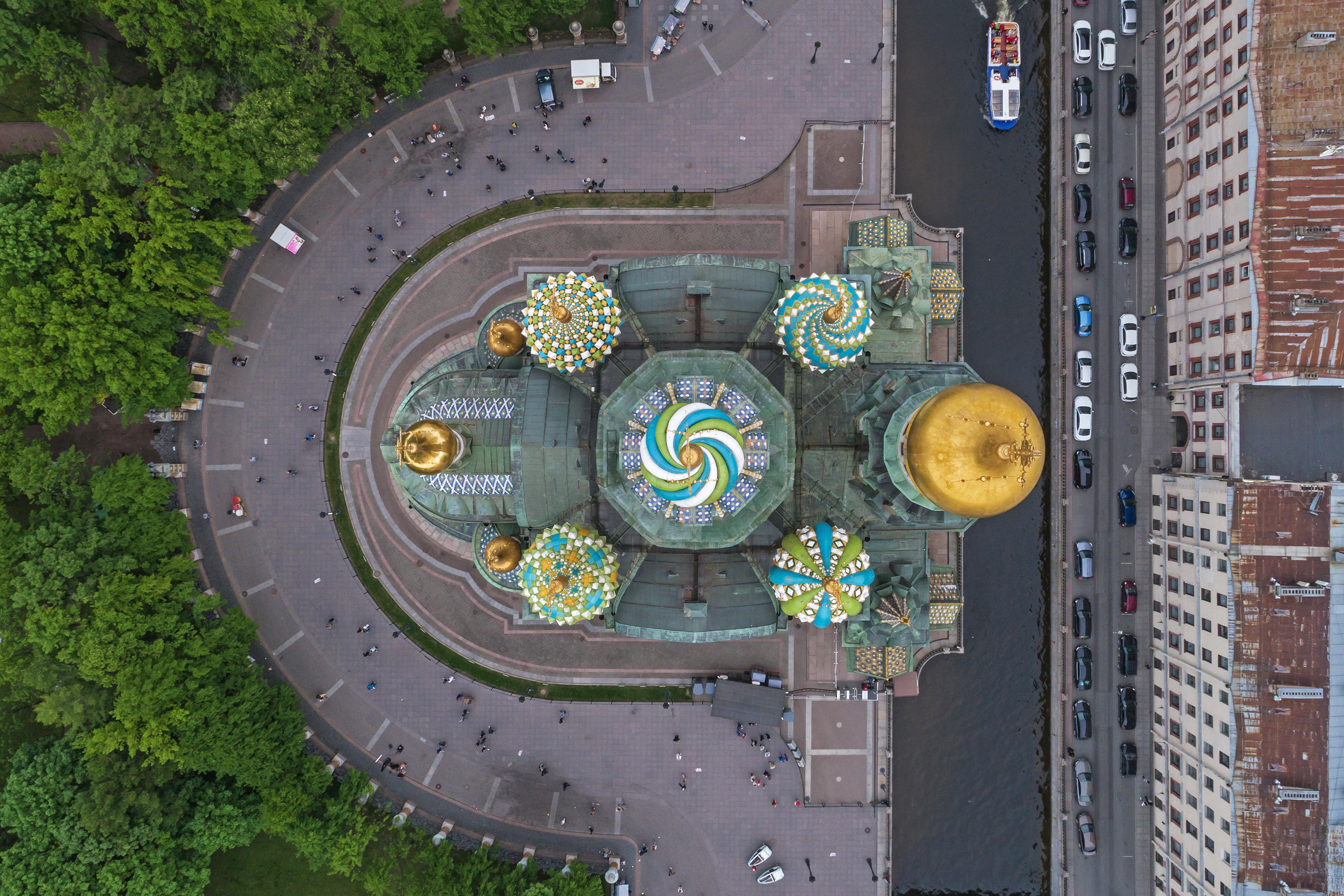
نگاره‌ای هوایی از فراز کلیسای ناجی در خون و کانال گریبایدوف در شهر سن پترزبورگ.

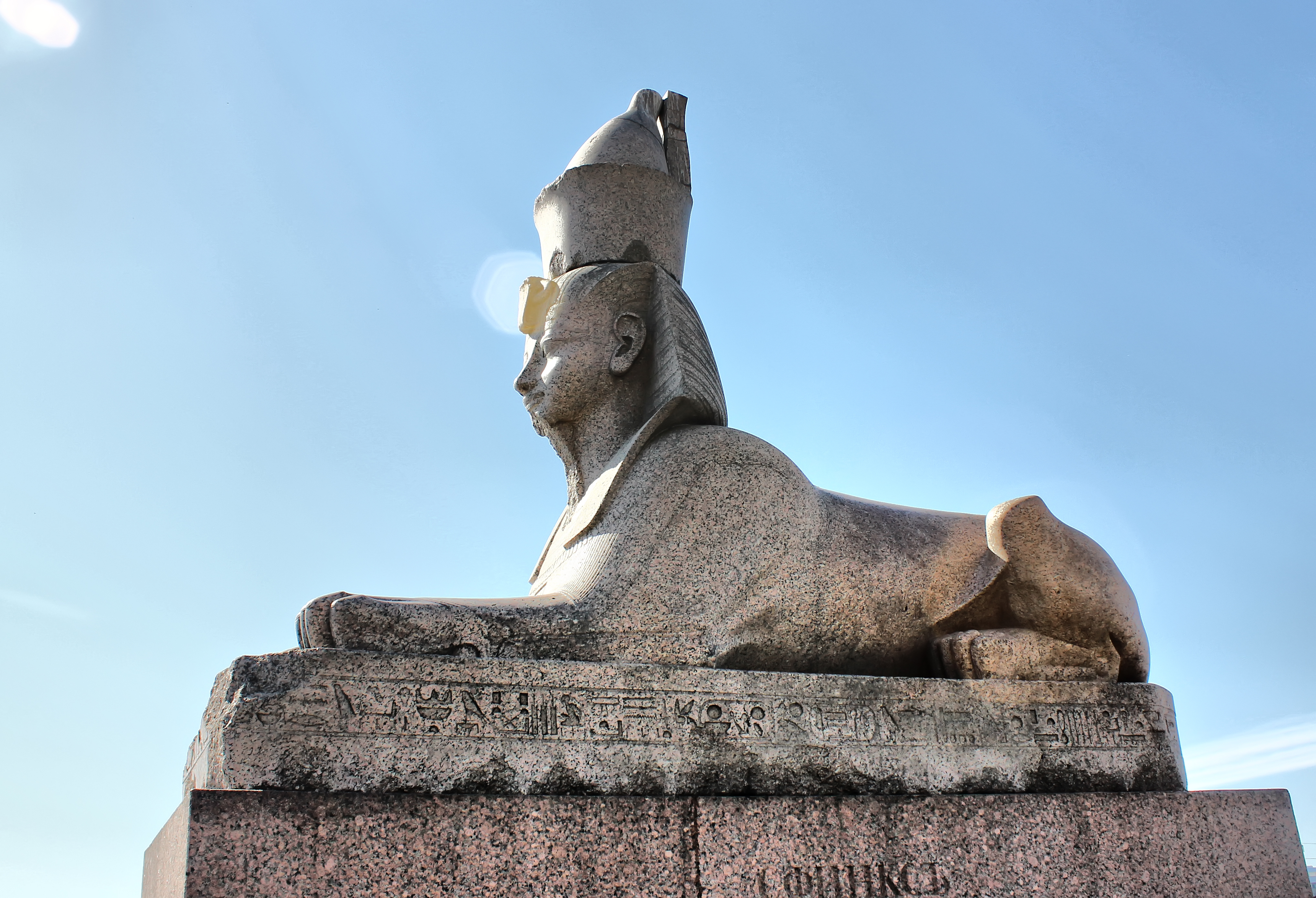
نگاره‌ای از دیوار ساحلی با مجسمه‌های ابوالهول واقع در اسکلهٔ آکادمی امپریال هنر.

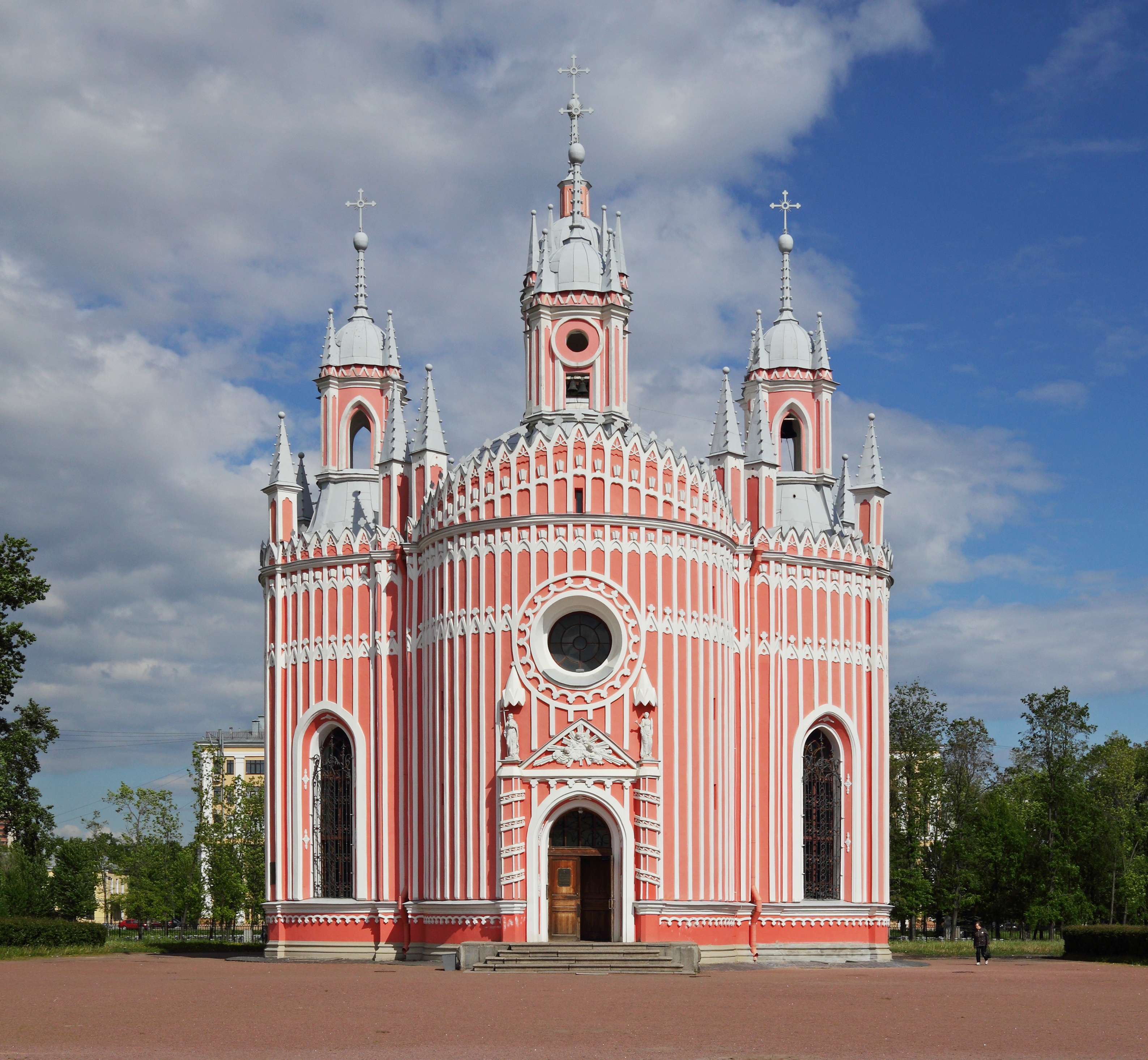
کلیسای چسمه یک کلیسای ارتدکس کوچک روسی در خیابان لنزوتا ۱۲، در سنت پترزبورگ، روسیه است. این بنا توسط معمار دربار روسی یوری فلتن در سال ۱۷۸۰ به دستور کاترین کبیر، امپراتور روسیه ساخته شد. در مجاورت کاخ چسمه قرادارد و بین سن پترزبورگ و تزارسکویه است. به مناسبت بزرگداشت سالگرد پیروزی روسیه بر نیروهای عثمانی در خلیج چسمه در دریای اژه در طول در جنگ روسیه و عثمانی ساخته شد.
کلیسا و کاخ چسمه اولین بناهای نئوگوتیک در منطقه سنت پترزبورگ بودند. این کلیسا که توسط برخی به عنوان تک‌ترین کلیسای سنت پترزبورگ در نظر گرفته می‌شود نمونه نادری از تأثیر بسیار اولیه احیای معماری نئوگوتیک در معماری کلیساهای روسیه است.

- موزه ارمیتاژ
- کلیسای سنت ایزاک
- قلعه پیتر و پاول
- کلبه پتر کبیر
- کلیسای ناجی در خون
- موزه روس
- کاخ کنستانتینوفکسی
- کاخ کاترین
- کاخ پترهوف
- اسب سوار برنزی
- دریای بالتیک
- دیوار ساحلی با مجسمه‌های ابوالهول

## مراکز فرهنگی

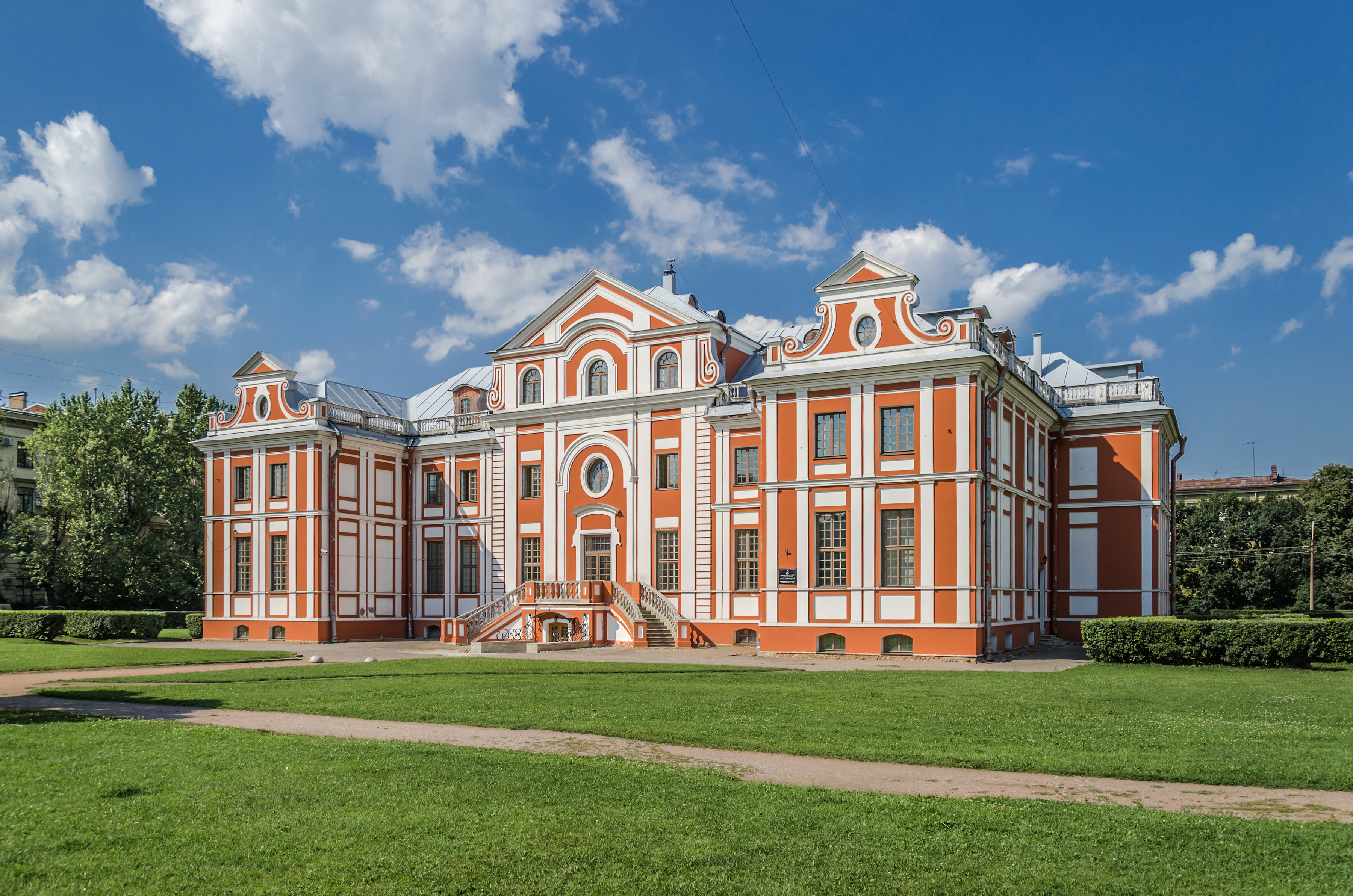
قصر کیکن یکی از قدیمی‌ترین ساختمان‌های سنت پترزبورگ روسیه است. این اقامتگاه کوچک توسط الکساندر کیکین در سال ۱۷۱۴ سفارش داده شد. نام معمار ناشناخته است، اما شباهت‌های زیادی به کاخ قدیمی پترهوف وجود دارد که نشان از انتساب آن به آندرئاس شلاوتر دارد.

- موزه ارمیتاژ
- تئاتر مارینسکی
- موزه تاریخ نشر سنت پترزبورگ
- موزه تاریخ سیاسی روسیه
- موزه هنرهای تئاتر و موسیقی
- کنسرواتوار سنت پیترزبورگ
- خانه‌موزه داستایفسکی
- موزه انسان‌شناسی
- موزه نژادشناسی و جانورشناسی

## مراکز علمی
- دانشگاه دولتی سنت پترزبورگ
- مرکز چشم‌پزشکی فیدروف
- دانشگاه دولتی علوم پزشکی پاولوف سنت پترزبورگ
- دانشگاه پلی تکنیک سنت پترزبورگ
- دانشگاه معماری و مهندسی عمران سنت پترزبورگ

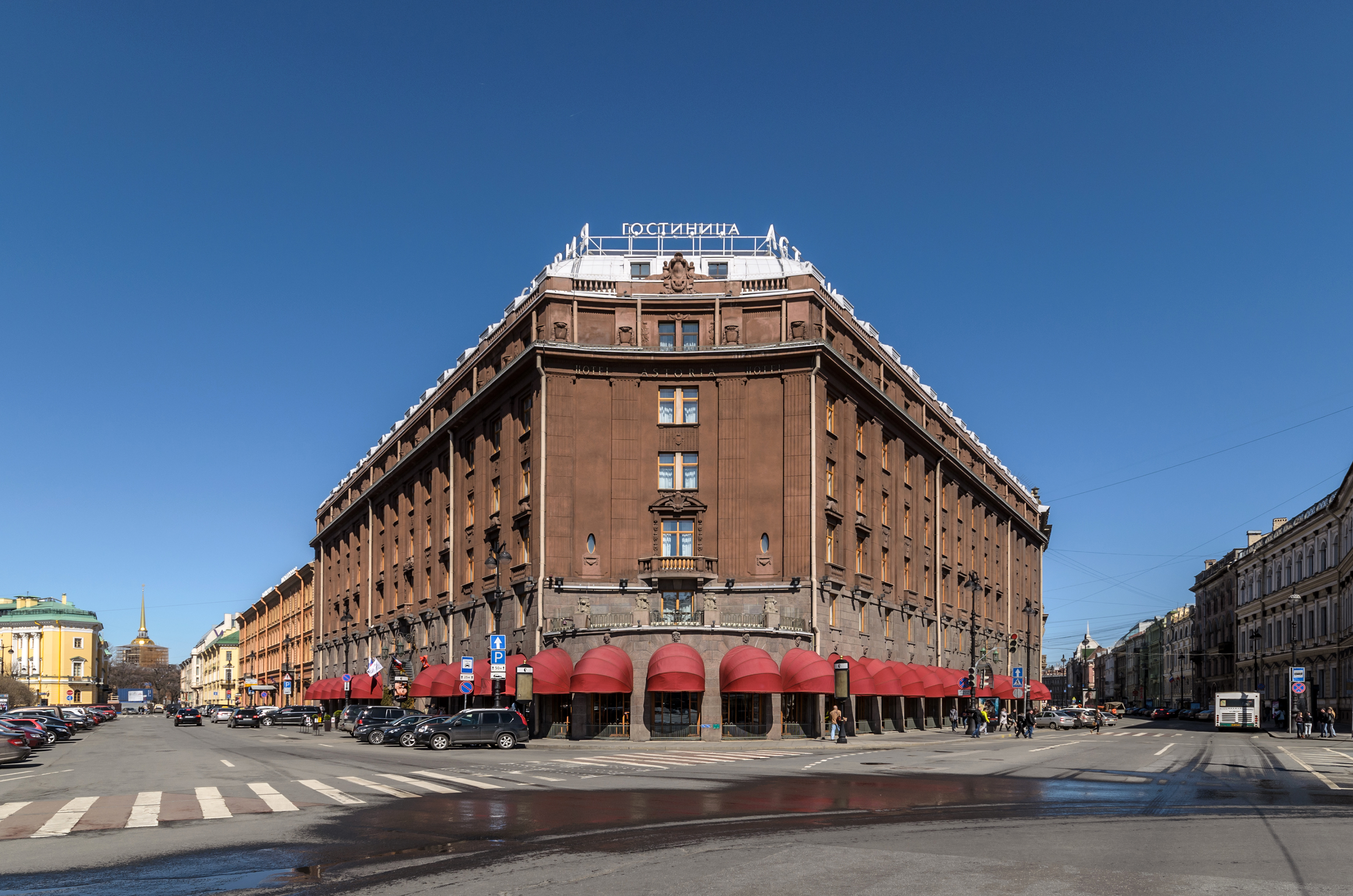
هتل آستوریا یک هتل پنج ستاره در سنت پترزبورگ روسیه است که برای اولین بار در دسامبر ۱۹۱۲ افتتاح شد. دارای ۲۱۳ اتاق خواب، از جمله ۵۲ سوئیت، و در میدان سنت ایزاک در کنار کلیسای جامع سنت ایزاک و روبروی سفارت تاریخی امپراتوری آلمان واقع شده است. هتل آستوریا به همراه هتل خواهر همسایه‌اش هتل آنجلتری، متعلق به گروه هتل‌های روکو فورته است. این هتل در سال ۲۰۱۲ تحت بازسازی کامل قرار گرفت

## نگارخانه

نگارخانه
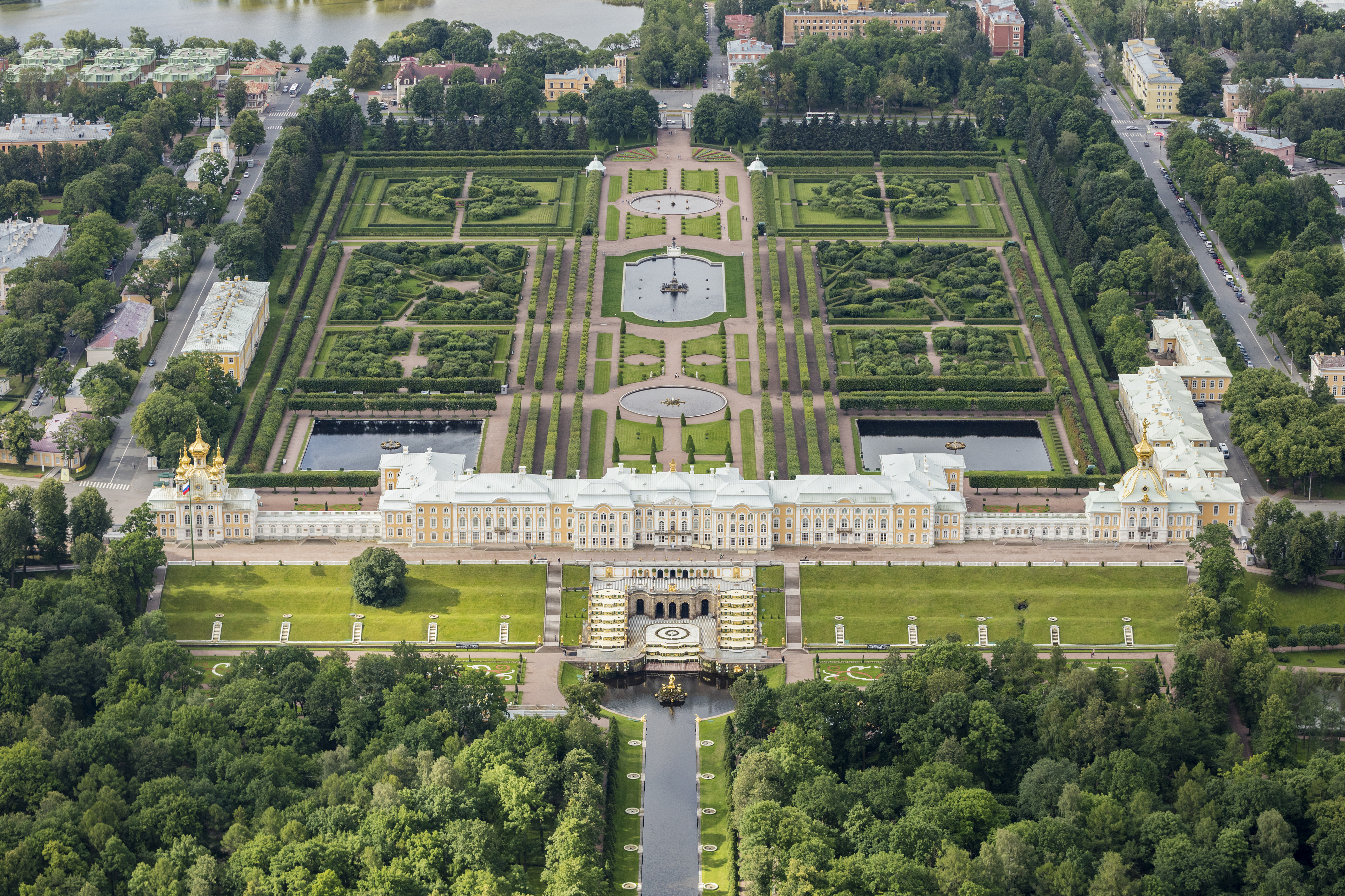
کاخ پترهوف
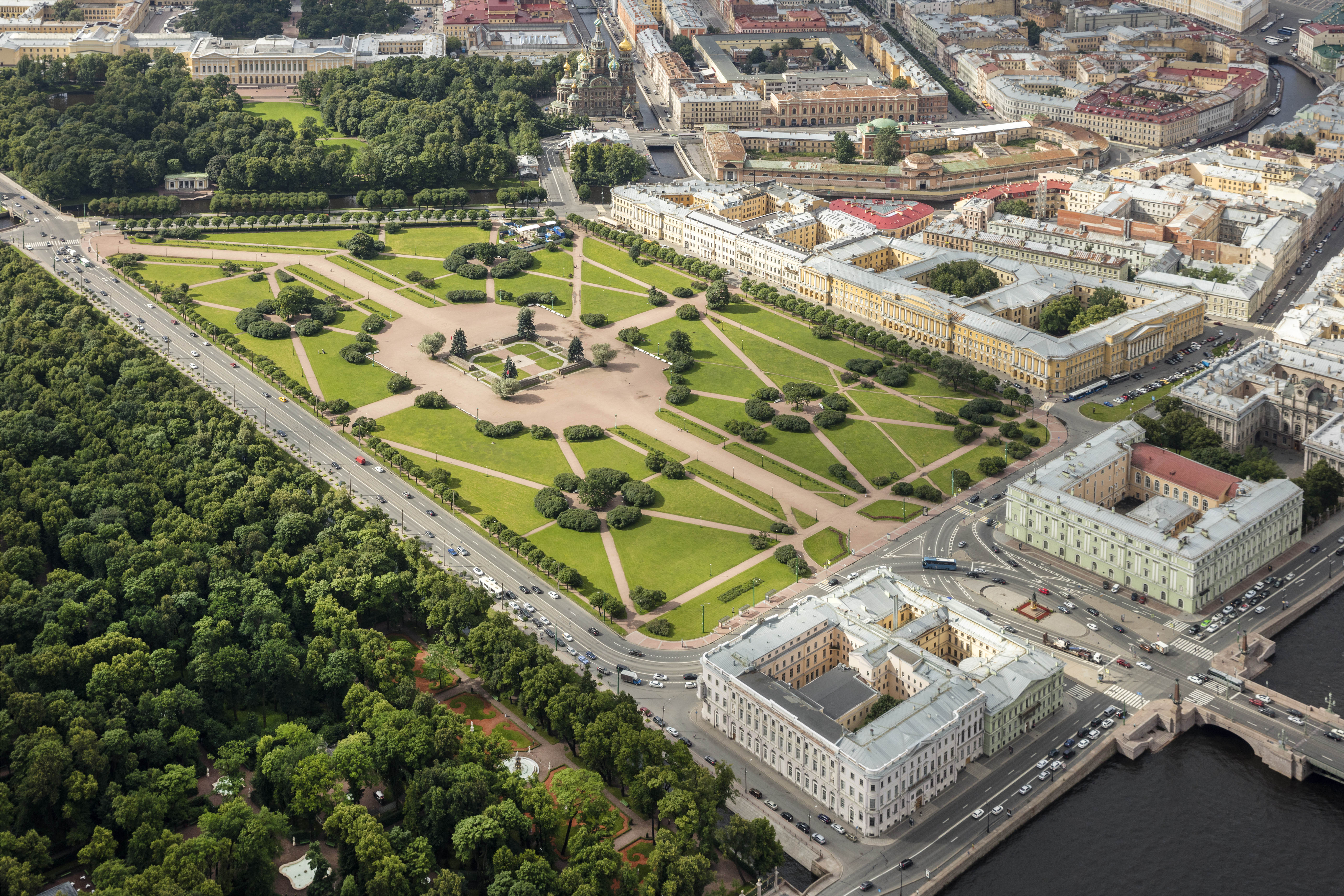
میدان مارس
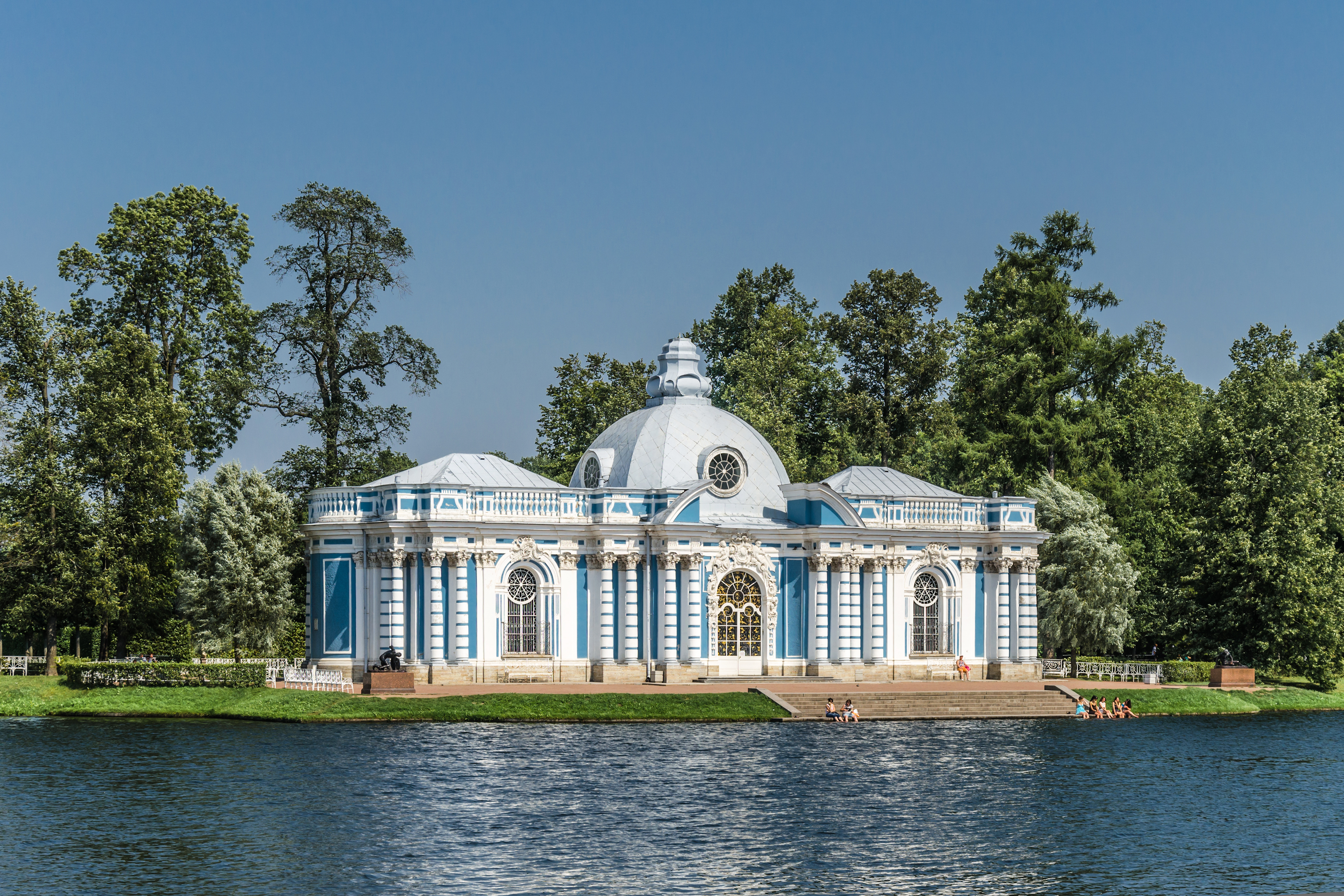
پارک کاترین
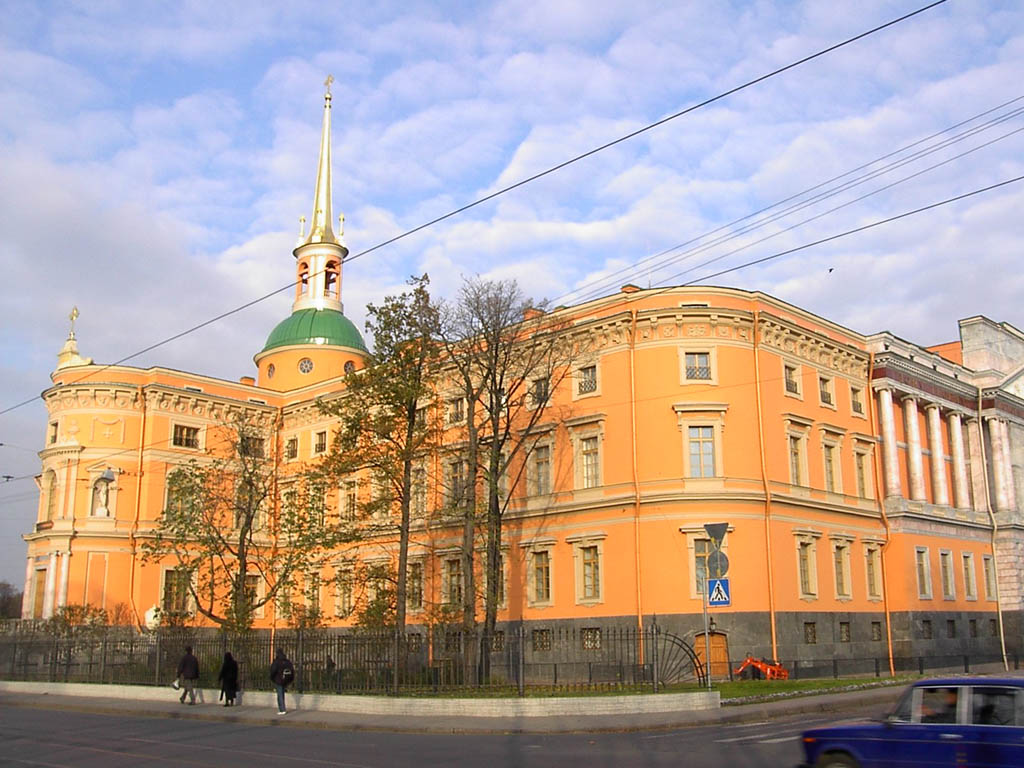
دژ سنت میخائیل
کانال گریبایدوف
کلیسای سنت پترزبورگ
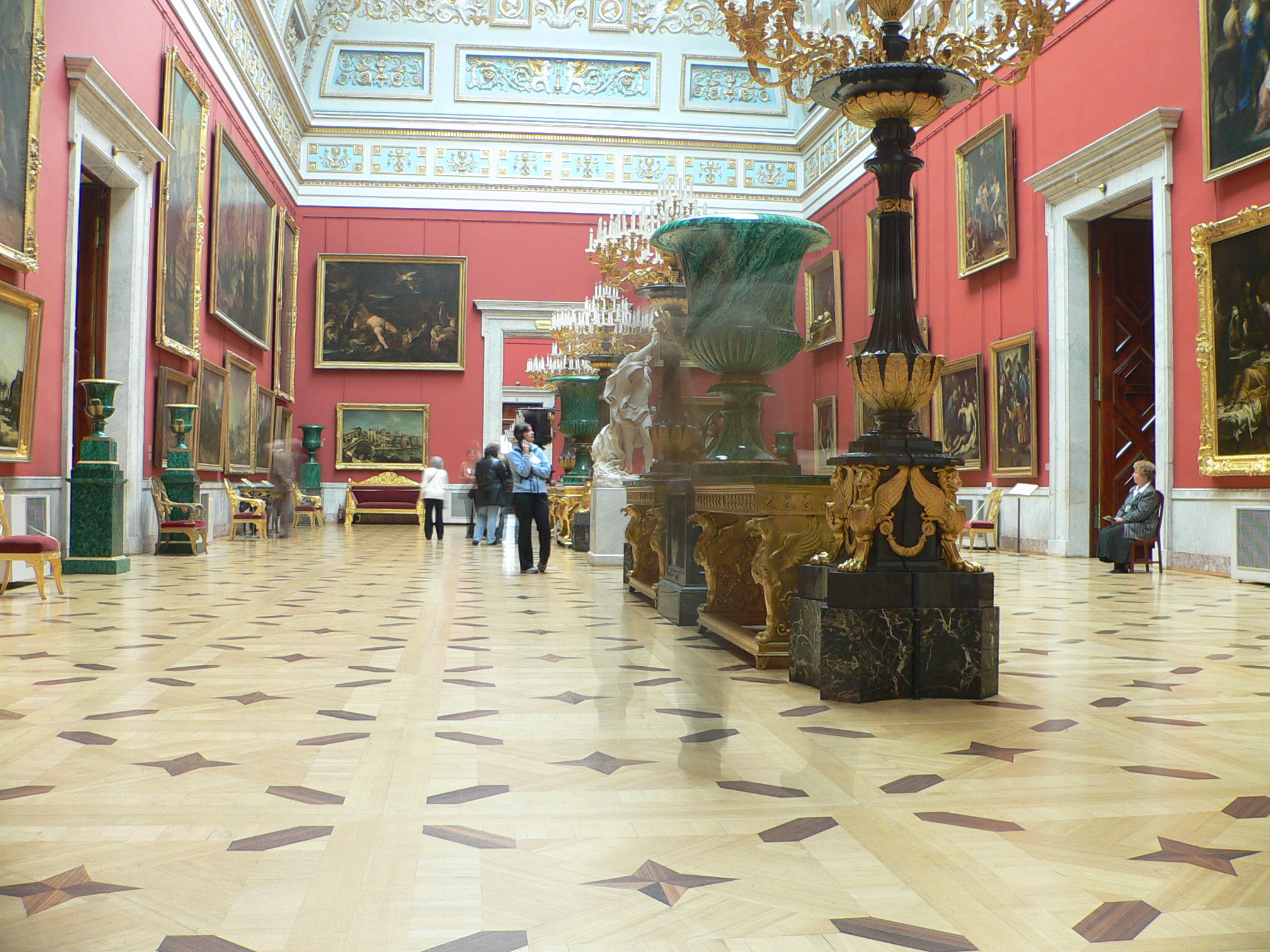
نمایی از درون موزه هرمیتاژ
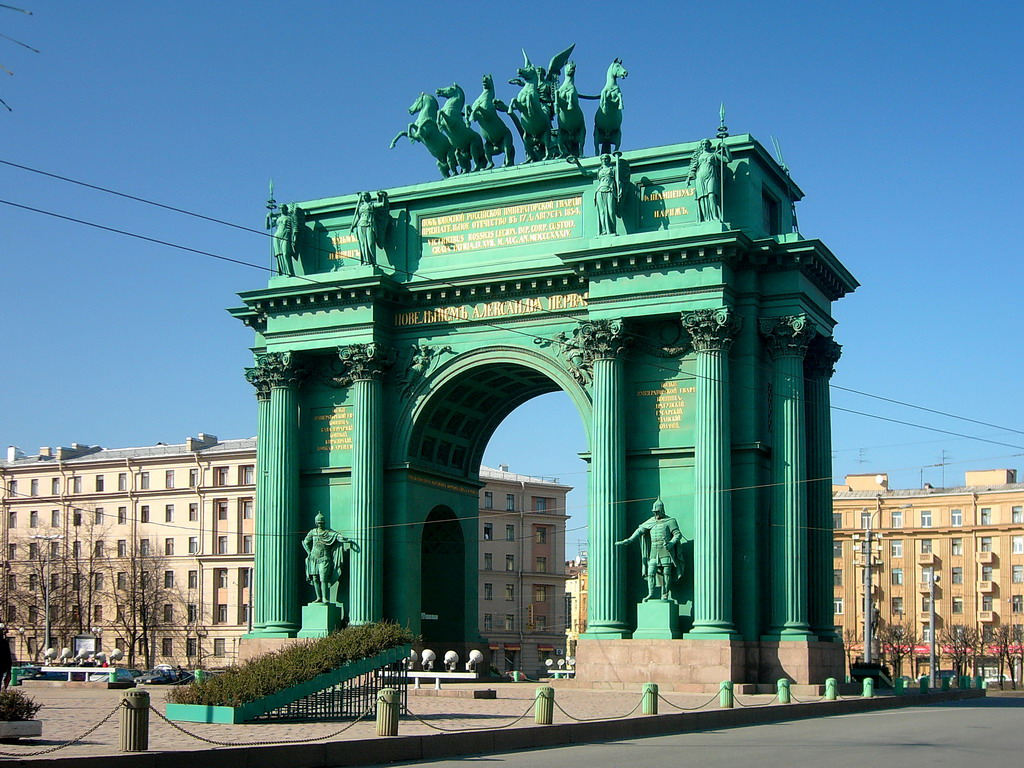
دروازه ناروا
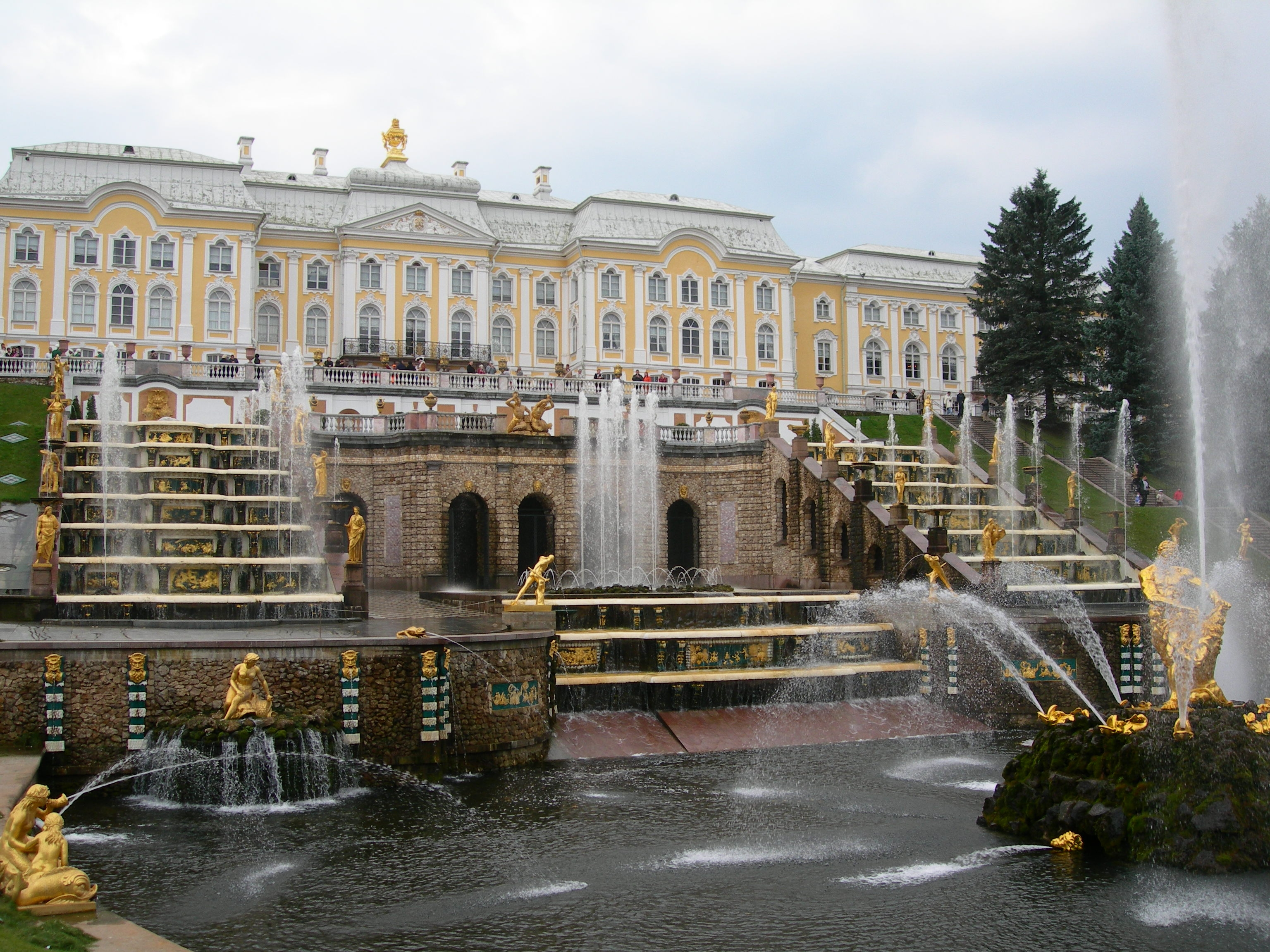
قصر پیترهوف
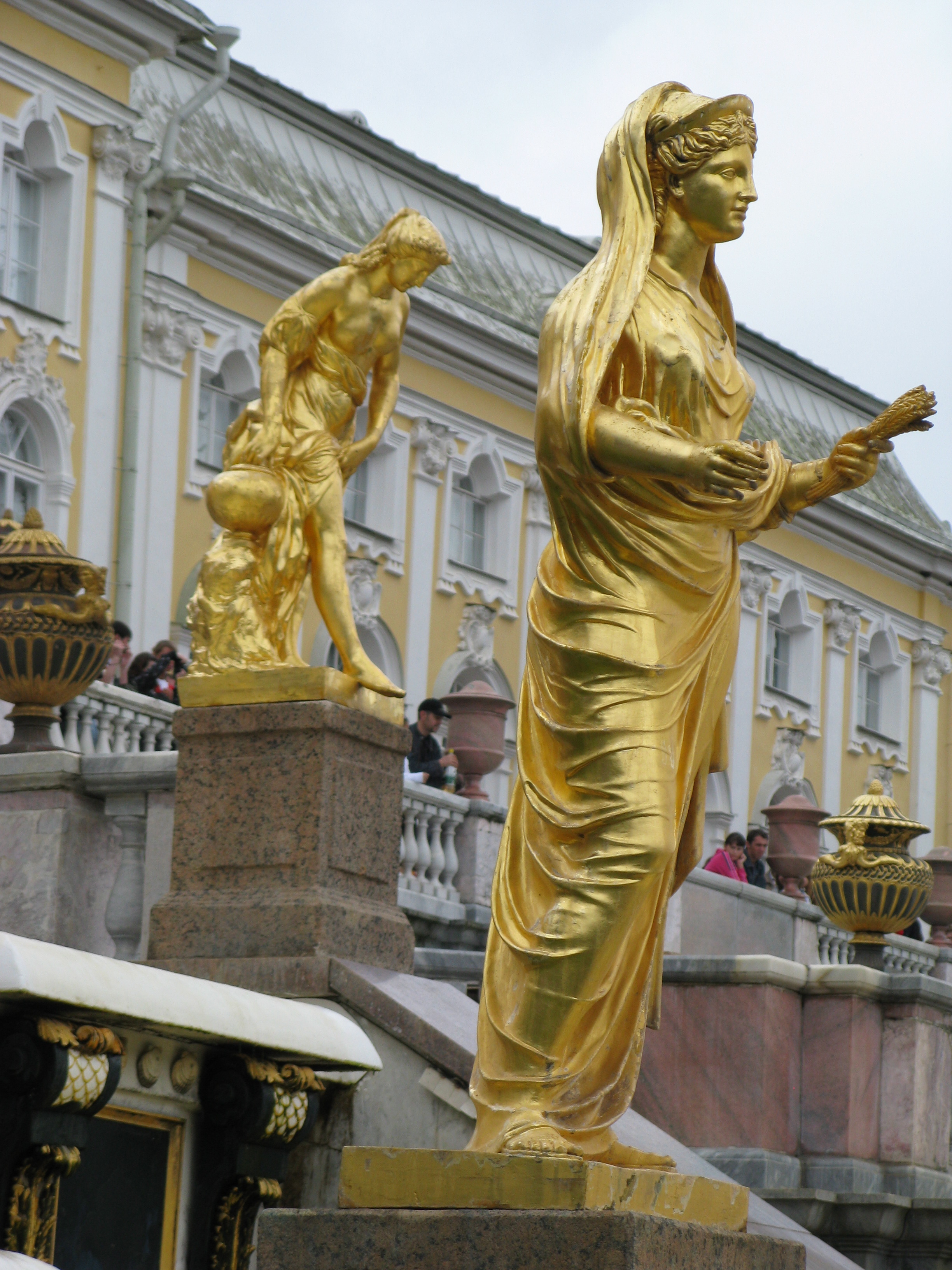
مجسمه سِرِس و پاندورا در قصر پیترهوف
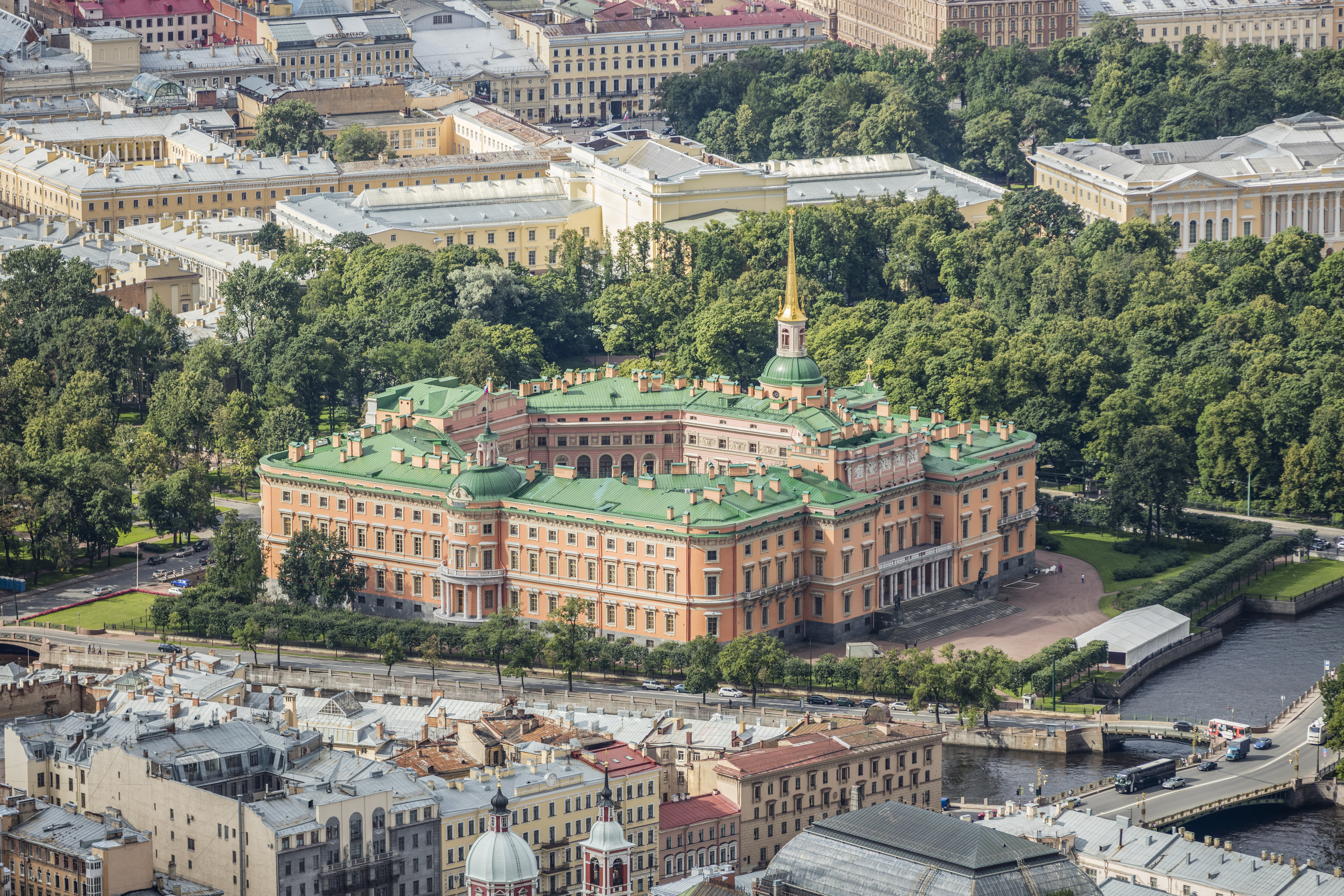
قلعه سنت مایکل